# Supernick
Supernick was een interactief Nederlandstalig televisieprogramma van Nickelodeon, gepresenteerd door Terence Schreurs, Patrick Martens, Martijn Bosman, later Loek Beernink en eerder Vivienne van den Assem. Iris Hesseling was de vaste vervanger. Het programma werd op zaterdagochtend rechtstreeks uitgezonden vanaf 09.00 uur en werd om de 15 tot 25 minuten onderbroken door een tekenfilm. In SuperNick was het de bedoeling dat twee teams (de jongens en de meisjes) om en om een spel tegen elkaar speelden. De winnaar ging door naar de eindquiz, waarmee de ultieme SuperNick-prijs te winnen viel: geslimed worden. Iedere week was er een bekende Nederlander te gast en werden en diverse prijzen weggegeven. De eerste uitzending was op 7 maart 2007. Supernick is online ook beschikbaar voor herbekijking, via Turbonick.

## Onderdelen
Onderdelen en spellen van Supernick waren onder meer:
- De Superrace
- De SlimeTroon
- Kraak de kluis
- Ober mag ik nog wat Bestellen!?
- Hou je Koppie erbij
- Het Spiraal
- Het Bommetje